# Crawl (Computerspiel)
Crawl ist ein Dungeon-Crawler-Indie-Spiel des australischen Entwicklers Powerhoof. Bis zu vier Spieler und Bots im lokalen Mehrspieler-Modus kämpfen sich durch zufällig generierte Dungeons, wobei ein Spieler der Held und die anderen die Geister sind, die Fallen und Monster in der Umgebung setzen können, um den Helden zu töten und ihn somit zu verdrängen. Das Spiel wurde im August 2014 mit einer Steam Early-Access-Version für Microsoft Windows, OS X und Linux und im April 2017 mit einer Vollversion für diese drei Plattformen sowie für PlayStation 4 und Xbox One veröffentlicht. Am 19. Dezember 2017 folgte eine Version für Nintendo Switch.

## Spielprinzip

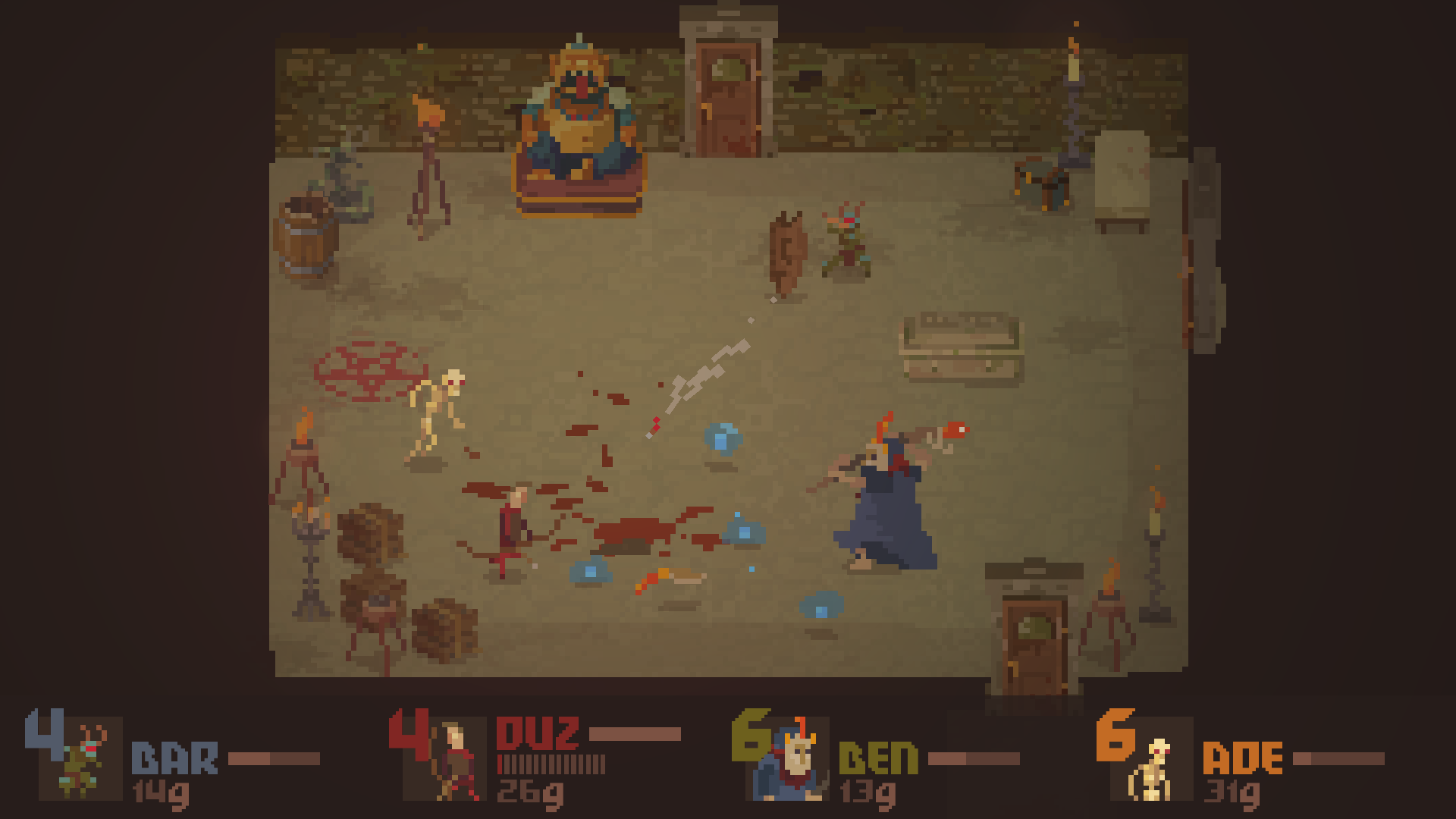
Ein Screenshot des Spiels, der die Grafik und den Kampf darstellt

Crawl ist ein genreübergreifendes Spiel mit Rogue-like-, Bullet-Hell- und Brawler-Elementen für bis zu vier Offline-Spieler und Bots. Der Hauptspieler schreitet als menschlicher Held durch zufällig generierte Dungeons, während bis zu drei weitere Geistspieler die Feinde des Dungeons kontrollieren und Fallen bauen, um den Hauptspieler zu töten. Der Geisterspieler, der den menschlichen Helden tötet, tauscht die Rollen, um der nächste Hauptspieler zu werden. Die Spieler sammeln Erfahrung, während sie durch den Dungeon schreiten, sowohl in den Rollen des menschlichen Helden als auch in den Rollen des nicht-menschlichen Geistes. Die Erfahrung des Helden schaltet neue Angriffe und Zauber frei, während die Erfahrung als Geist es ermöglicht, von stärkeren Feinden Besitz zu ergreifen. Der Fortschritt der menschlichen Heldenerfahrung, der Waffe und der Werte jedes Spielers bleibt zwischen den Runden erhalten. Crawl wurde so konzipiert, dass es eher schnell und arcade-artig, als strategisch ist, und beinhaltet Aktivitäten des genre-üblichen Standards wie das Sammeln von Beute, aufrüstbare Waffen und magische Gegenstände. Sobald die Geister „Monsterspawner“ und Fallen besitzen, können sie die Form nicht mehr verlassen, bis sie sterben oder die Hauptfigur töten. Die Spieler und Feinde werden im Laufe eines Spiels immer mächtiger. Das Spiel endet, wenn ein menschlicher Held die Erfahrungsstufe 10 erreicht, ein Portal betritt und einen Endboss besiegt, dessen Körperteile von den anderen Spielern gemeinsam kontrolliert werden. Typische Matches dauern ca. 30 Minuten.

## Entwicklung

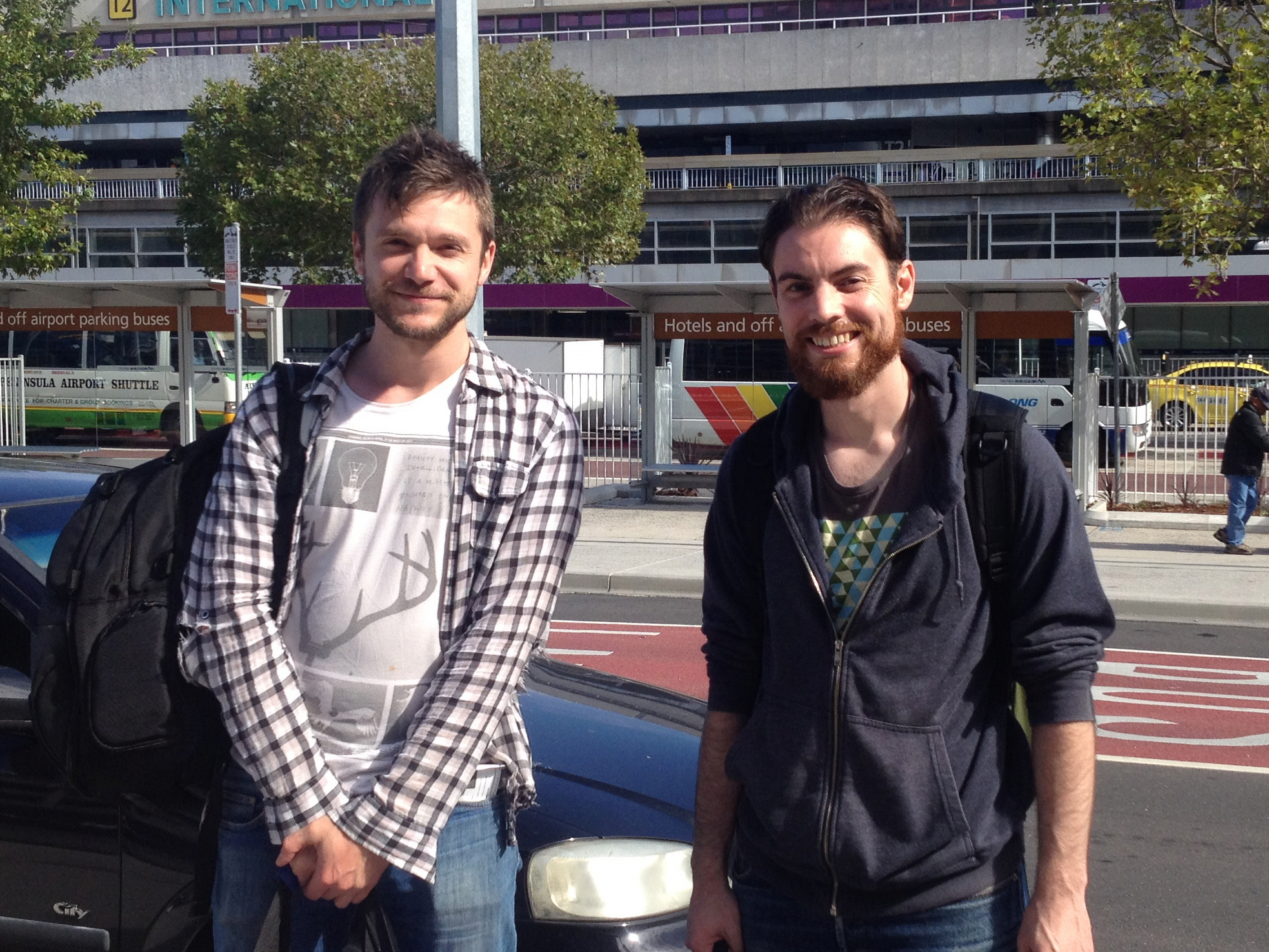
Barney und Dave von Powerhoof

Crawl wurde von Powerhoof, einem Zwei-Personen-Indie-Studio mit Sitz in Melbourne, entwickelt. Sie beschrieben das Spiel als ihre Version des Vierspieler-Gauntlet, kombiniert mit dem japanischen Bullet-Hell-Genre, oder als eine Kombination aus Super Bomberman und The Legend of Zelda. Das Spiel wurde auf der Unity-Engine erstellt, und die Entwickler entwarfen eine pixelgenaue Version von Gabe Newell als In-Game-Boss.
Das Spiel wurde auf Steam innerhalb von 24 Stunden gegreenlightet. Es gibt keinen Online-Multiplayer. Das Spiel sollte zuerst im Juli 2014 bei Steam im Early Access veröffentlicht werden, wurde aber aufgrund eines Problems im Zusammenhang mit Steuerzahlungen und der Gründung von Powerhoof als Unternehmen verschoben. Das Spiel wurde am 6. August 2014 auf Steam Early Access für die Plattformen Microsoft Windows, OS X und Linux veröffentlicht. Die Vollversion wurde am 11. April 2017 für PC, PlayStation 4 und Xbox One freigegeben. Eine Version für die Wii U war für 2014 geplant.

## Rezeption

Eine animierte Szene aus dem Spiel

Kritiker bewerteten Crawl als einen Trend der lokalen Multiplayer-Funktionalität unter den Indie-Spielen. Pete Davison von USgamer schrieb, dass das Spiel mehrere Genres überbrückte und ein Beispiel für das Wiederaufleben der Modetrends von Couch Coop war. Rock, Paper, Shotguns Nathan Grayson verglich die Prämisse des Spiels mit Dungeonland. Marcus Estrada von Hardcore Gamer nannte das Konzept des Spiels „genial“ und lobte seine Fähigkeit als Partyspiel. Bei der Überprüfung einer Vorabversion schrieb Estrada, dass das Spiel Probleme mit dem Tempo des Gameplays, glanzloser künstlicher Intelligenz und Möglichkeiten für Spieler, das Spiel zu verzögern, hatte.

Das Spiel verkaufte sich in den ersten 12 Tagen über 10.000 Mal.